# Touškovský rybník

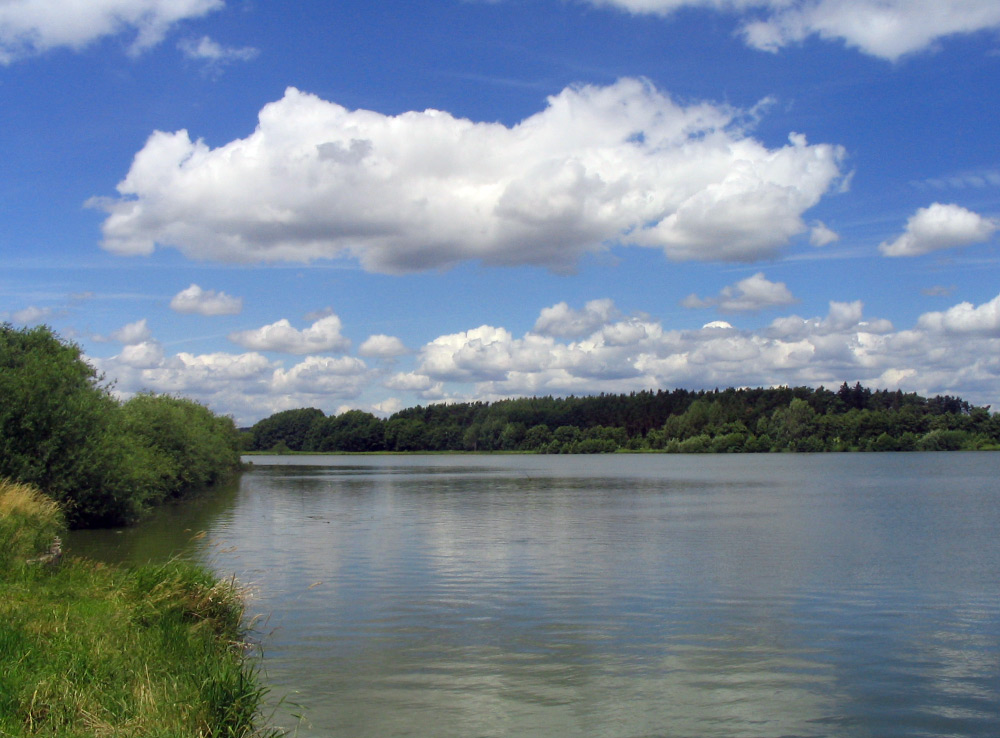
Touškovský rybník, pohled od hráze

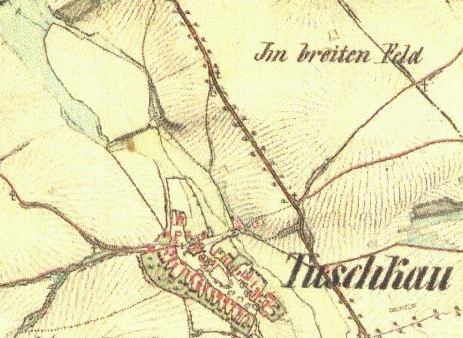
Touškovský rybník a Ves Touškov na výřezu z mapy II. vojenského mapování.

Touškovský rybník leží na Touškovském potoce severozápadně od Vsi Touškov v nadmořské výšce 385 m. Tok Touškovského potoka je veden na levém břehu v umělém korytě mezi stromy. Rybník obklopují ze severovýchodu a jihozápadu pole, na severozápadě na rybník navazuje zamokřená oblast a na opačné straně pod hrází se nachází louka. Hráz zadržuje 75 tisíc m³ vody.